# Save the Last Dance for Me
Save the Last Dance for Me è un singolo del gruppo musicale statunitense The Drifters, pubblicato nel 1960.

## Descrizione
Il brano venne scritto da Doc Pomus e Mort Shuman, registrato nel 1960 dai The Drifters che con questo brano arrivarono alla posizione n. 1 nella classifica americana Billboard Hot 100 per tre settimane nel 1960, unica volta nella storia del gruppo e nei Paesi Bassi.
Nel Regno Unito e in Germania, il singolo raggiunse la posizione n. 2 nel dicembre 1960 e in Norvegia la n. 3.
Nella canzone il protagonista dice alla sua partner che lei è libera di socializzare con chi vuole, a patto che l'ultimo ballo della serata lo riservi a lui. La canzone è fortemente basata sulle esperienze personali di Doc Pomus, che aveva la poliomielite e usando le stampelle per camminare non era in grado di ballare. Sua moglie, tuttavia, era un'attrice e ballerina di Broadway.

## Cover
- Sempre nel 1960 un'altra versione venne incisa da Ben E. King.
- Ancora nel 1960 ebbe una certa popolarità anche la versione di Damita Jo DuBlanc, intitolata I'll Save the Last Dance for You.
- Ike e Tina Turner.
- Emmylou Harris
- Dolly Parton
- Nel 1968 i Rokes ne hanno cantato una versione in italiano intitolata Lascia l'ultimo ballo per me, pubblicata come singolo.
- I Beatles ne registrarono una versione nel 1970 per l'album Let It Be, senza che però poi il brano venisse effettivamente inserito.
- Ilona Staller ne ha cantata una versione con testo italiano, intitolata Lascia l'ultimo ballo per me, inclusa nel suo album omonimo del 1979 e una versione, con testo originale in inglese, uscita come con retro della versione 12" del singolo I Was Made for Dancing sempre del 1979.
- Neil Diamond ha registrato ed inciso il brano nel 1993 per il suo album di cover Up on the Roof: Songs from the Brill Building.
- Michael Bublé ne ha inciso una versione come terzo e ultimo singolo estratto dall'album It's Time nel 2006.
- Nel 2006 l'orchestra I Rodigini ne ha realizzato una cover intitolata Lascia l'ultimo ballo per me, pubblicata all'interno dell'album L'amore.
- Nel 2014 Leonard Cohen la canta nell'album Live in Dublin.